# あめみやたいよう
あめみや たいよう（本名：前田 太陽、1997年〈平成9年〉2月17日 - ）は、テトリス及びぷよぷよを専門とする日本のゲーム実況者、YouTuber、プロゲーマー。視聴者からの愛称は「テトリスの神、ぷよぷよのプロ」。

## 来歴
1997年2月17日生まれ、東京都出身。
2014年頃に『ぷよぷよテトリス』からテトリスやぷよぷよをプレイし始める
。
2015年6月26日、YouTubeに自身のチャンネルを開設。きっかけは親交のあるもこうに「YouTubeやってみない？」と言われた事である。2017年3月26日にYouTubeへの動画投稿を開始し、ゲーム実況者として活動し始める。
2018年4月に日本eスポーツ連合（JeSU）からぷよぷよ初のプロライセンス選手11人のうちの一人に選出され、プロゲーマーとなる。
2019年2月1日にファイズマンクリエイティブへの所属を発表。
2019年2月15日に「TETRIS 99」の連勝企画を開始。
2019年5月3日に「ぷよぷよテトリス」の連勝企画を開始。
2020年12月19日に「ぷよぷよテトリス2」の連勝企画を開始。
2021年11月30日に「ぷよぷよテトリスS」の連勝企画を開始。
2023年10月頃から「スイカゲーム」の配信を開始。

## 主な実績
- 2015年【RedBull5G】パズルジャンル優勝[2]

- 2016年【RedBull5G】パズルジャンル優勝[2]

- 2021年【RedBull5G】パズルジャンル優勝[2]
- 2022年【RedBull5G】パズルジャンル優勝[12]

- 2017年【EVO2017】ぷよテト(シングルス&ダブルス)優勝[2]
- フジテレビ『いいすぽ!』「ぷよぷよテトリスNo.1決定戦」　4連覇 (2016年6月11日、2017年5月27日、2018年10日20日、2022年12月18日) [注釈 1][2][13]

- ぷよテト全国大会　8回優勝(第1回〜第4回、第6回～第7回、第9回～第11回)[注釈 2][14][15][16][17][18][19][20][21]

## 主な出演番組
- 有吉ぃぃeeeee!そうだ!今からお前んチでゲームしない?（2018年12月9日）

- 沼にハマってきいてみた（2019年4月8日、2020年12月7日[22]）

- KinKi Kidsのブンブブーン（2020年11月28日[23]）

- 国民5万人がガチ投票! テレビゲーム総選挙（2021年12月27日[24]）

- 家、ついて行ってイイですか?（2022年3月9日[25]、2023年12月24日）

## 受賞歴
- 2024年日本eスポーツアワード最優秀マインドゲームプレイヤー賞[26]